# اتیل‌نوراپی‌نفرین
اتیل‌نوراپی‌نفرین (انگلیسی: Ethylnorepinephrine) (Etanor، Bronkephrine، Butanefrine) یک سمپاتومیمتیک و گشادکننده برونش مربوط به نوراپی‌نفرین است.  گیرنده‌های آدرنرژیک α و β را فعال می‌کند.